# Thiodina candida
Thiodina candida là một loài nhện trong họ Salticidae.
Loài này thuộc chi Thiodina. Thiodina candida được Cândido Firmino de Mello-Leitão miêu tả năm 1922.